# Philoxenos-Zisterne

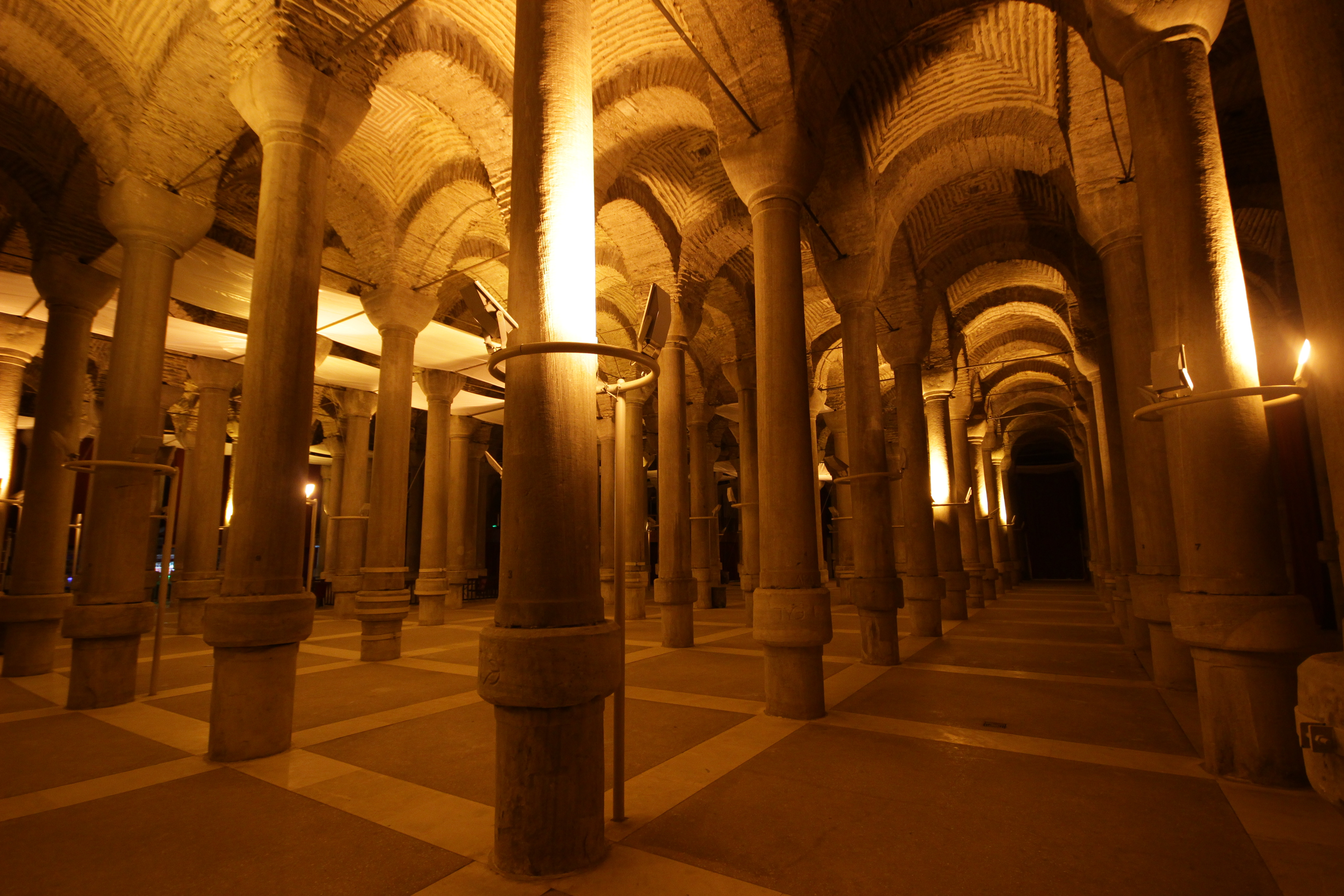
Blick ins Innere der Zisterne

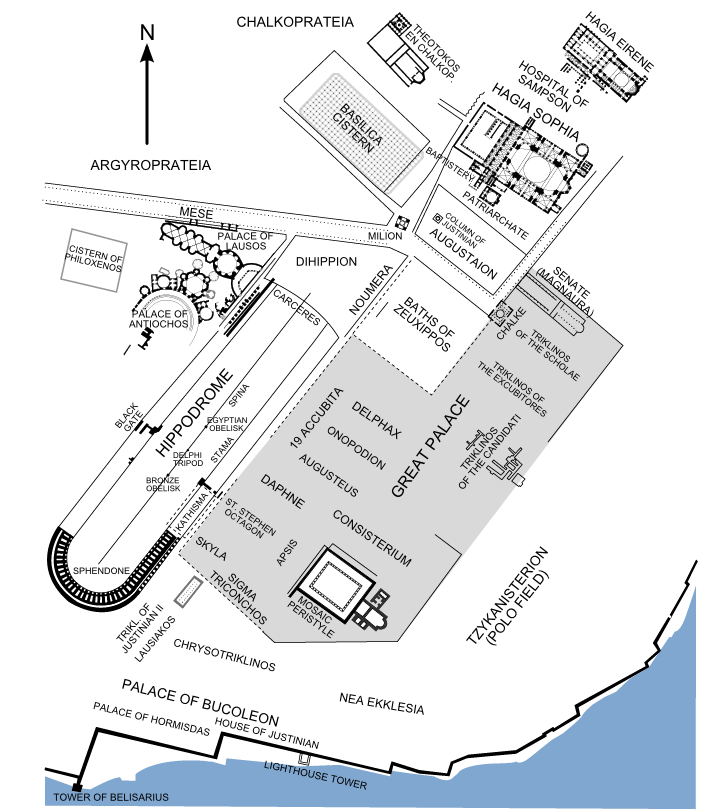
Die Zisterne mit quadratischem Grundriss liegt ganz im Westen des Geländes neben dem halbrunden Antiochos-Palast

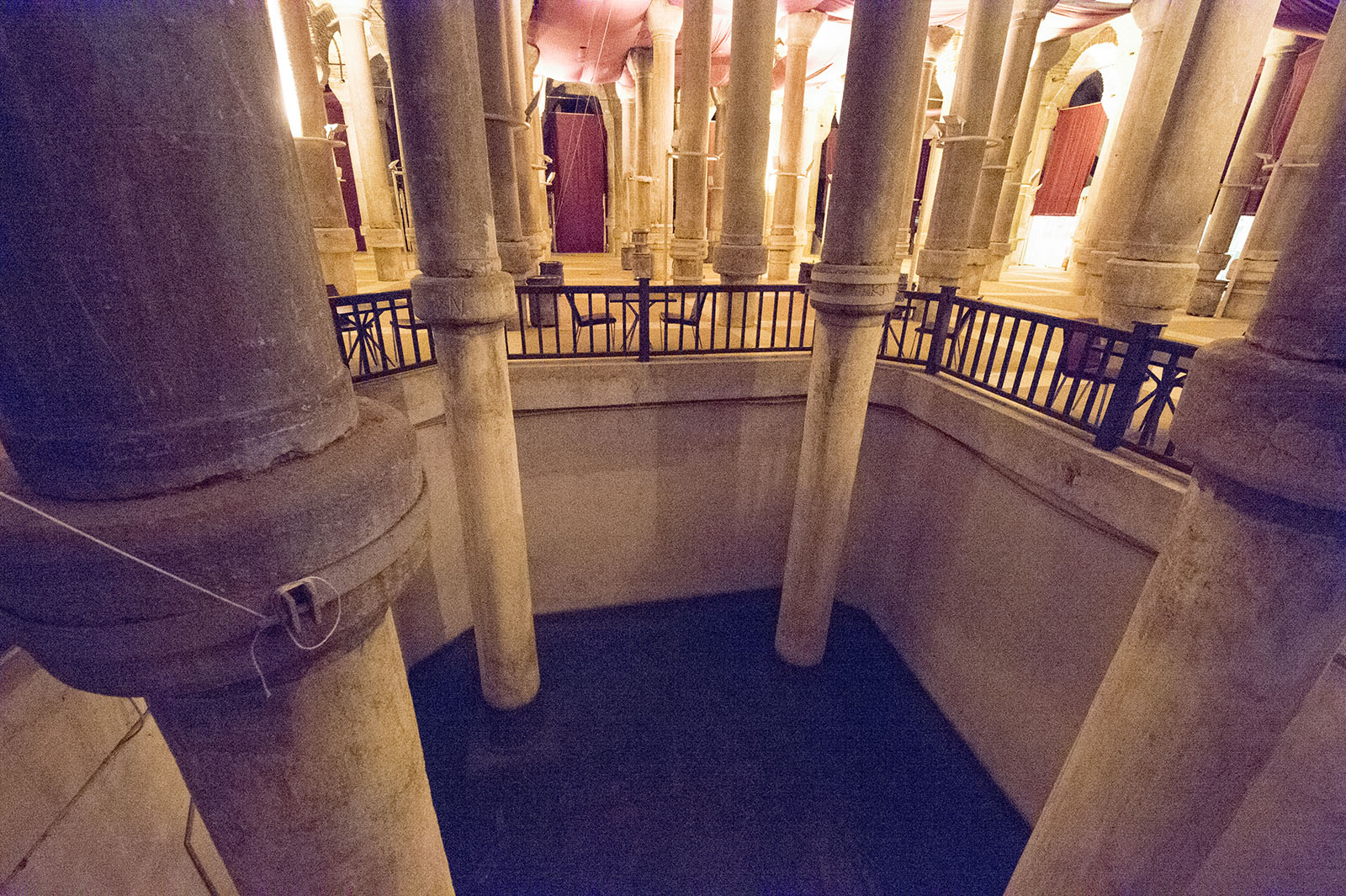
Im zentralen Bassin erkennt man die ursprüngliche Länge der Säulen

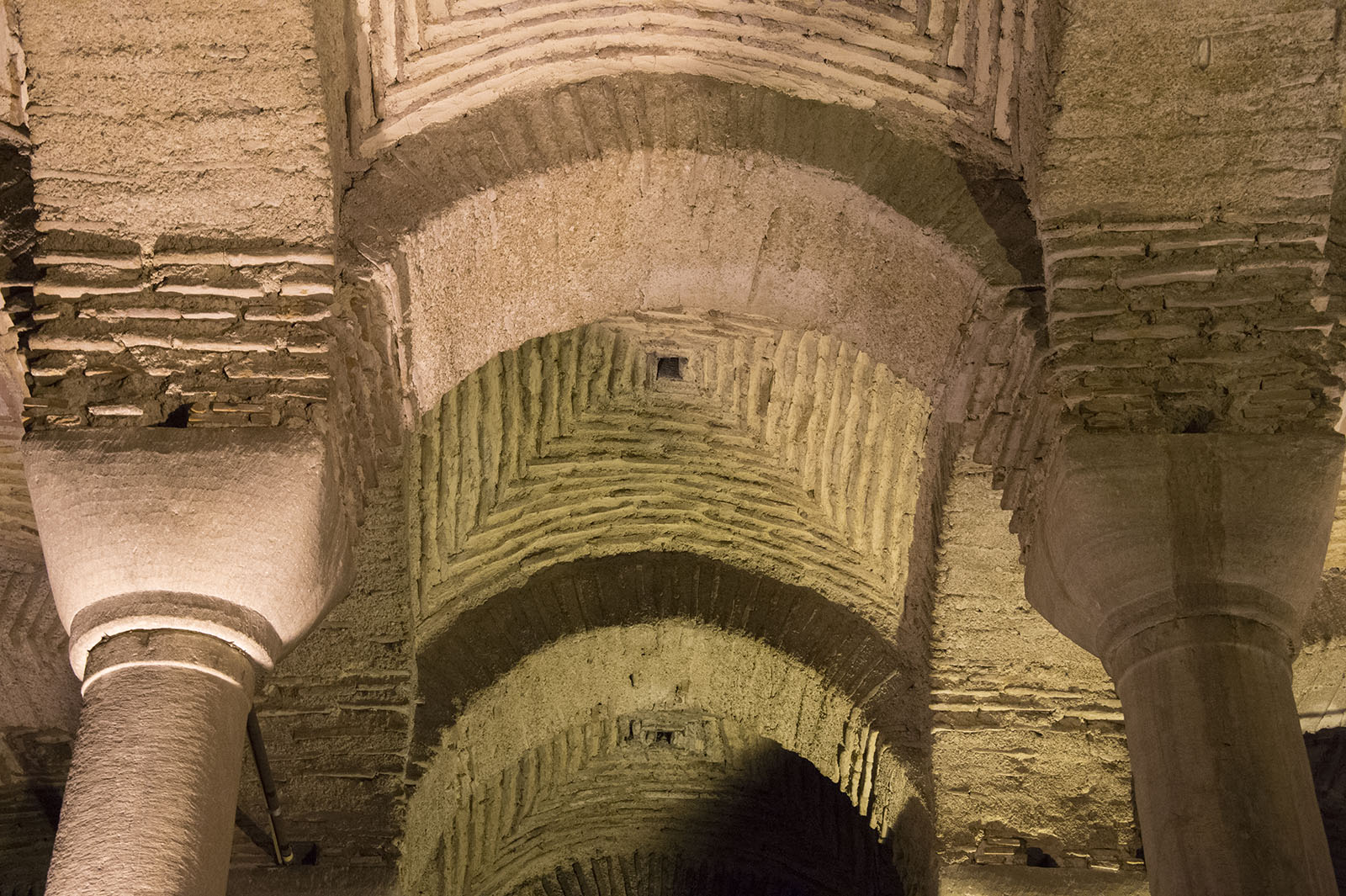
Gewölbedecke

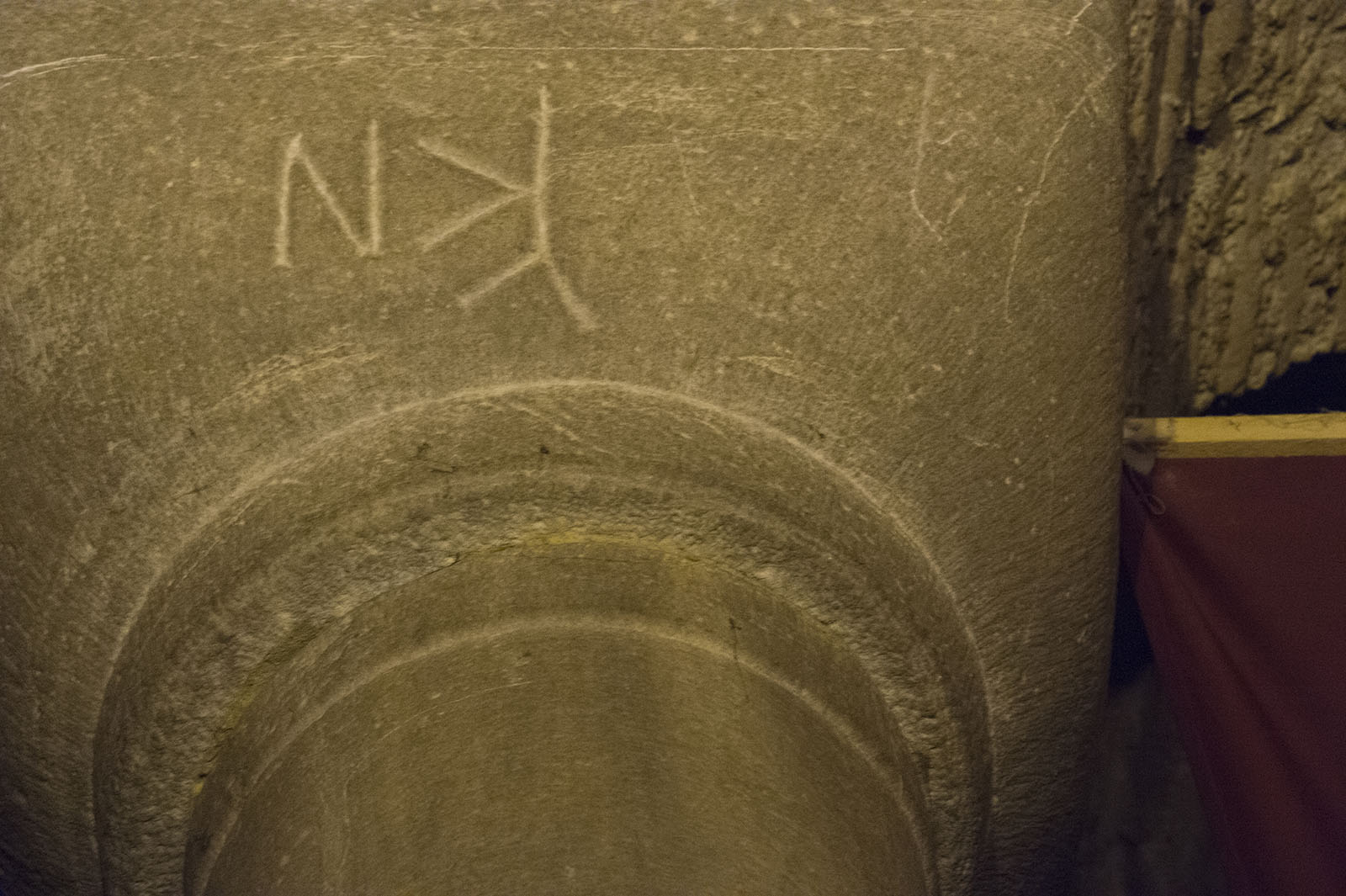
Kapitell mit Steinmetzzeichen

Die Philoxenos-Zisterne (griechisch Κινστέρνα Φιλοξένου) oder Binbirdirek-Zisterne (türkisch Binbirdirek Sarnıcı, dt. 1001-Säulen-Zisterne) ist eine geschlossene Zisterne aus der Zeit des byzantinischen Konstantinopels. Sie ist nach der Cisterna Basilica die zweitgrößte gedeckte Zisterne der Stadt.

## Lage
Die Zisterne lag im Zentrum der alten Stadt Konstantinopel zwischen dem Konstantinsforum und dem Hippodrom. Heute liegt die Zisterne im Stadtteil Binbirdirek des Istanbuler Stadtbezirks Fatih. Der Eingang liegt in der İmran Öktem Sokak 4.

## Name
Die genaue Herkunft des Namens ist unklar. Sie könnte an den Architekten Philoxenos erinnern, der die Zisterne im 4. Jahrhundert erbaut haben könnte. Neuere Untersuchungen zeigen aber, das die Zisterne wohl erst im 5. oder 6. Jahrhundert entstand. Ein möglicher Namenspate könnte der Konsul Philoxenos gewesen sein oder ein gleichnamiger Magister officiorum. Es könnte sich aber auch um eine fehlerhafte Zuschreibung handeln, da um die Zisterne herum weitere Zisternen liegen.
Der Name Binbirdirek bedeutet 1001 (Säulen), allerdings besitzt die Zisterne nur 224 Säulen. Der Grund für den Namen liegt darin, das die türkische Zahl binbir häufig genutzt wird, um etwas Zahlreiches zu umschreiben.

## Geschichte
Die Zisterne wurde im 5./6. Jahrhundert neben dem Antiochos-Palast errichtet. Während die undekorierten Kapitelle eher auf das 5. Jahrhundert hindeuten, scheinen die Stempel der Ziegel eher auf das 6. Jahrhundert zu verweisen.
Nach der osmanischen Eroberung Konstantinopels im Jahr 1453 wurde die Zisterne nicht mehr als Wasserreservoir genutzt. Stattdessen war hier im späten 15. Jahrhundert eine Seidenwerkstatt untergebracht bis zum Bau des Palastes des Fazli Pascha im 17. Jahrhundert. im 19. Jahrhundert war hier erneut eine Seidenspinnerei untergebracht. Im 20. Jahrhundert wurde das Bauwerk als Lager genutzt, bevor es zum Museum und 2003 restauriert wurde.

## Beschreibung
Das unterirdische Reservoir ist 64 Meter lang und 56,4 Meter breit. Es bedeckt eine Fläche von ca. 3.600 m² und konnte 40.000 m³ Wasser aufnehmen. Die Zisterne ist ein Hypostyl mit Gewölben. Die 224 Säulen sind 12,4 Meter hoch, 0,6 bis 0,65 Meter dick und aus Marmor von der nahen Marmara-Insel. Sie stehen in 16 Reihen mit je 14 Säulen. Die Säulen sind in der Höhe zweigeteilt mit dazwischenliegendem Marmorring. Die Fugen sind mit Blei ausgegossen. Der Boden der Zisterne wurde später erhöht, so dass nur die obere Säule, der Marmorring und wenige Zentimeter der unteren Säule sichtbar sind. Die ursprüngliche Höhe ist in einem Bassin mit vier Säulen in der Mitte der Zisterne sichtbar. Die meisten Säulen und die Kapitelle tragen ein griechisches Steinmetzzeichen. Wände und Gewölbedecken wurden aus Ziegelsteinen gemauert.